# Suture sphéno-vomérienne
La suture sphéno-vomérienne est la schindylèse qui relie le bord supérieur du vomer à la crête sphénoïdale inférieure.